# Halowe Mistrzostwa Świata w Lekkoatletyce 1997 – bieg na 400 m mężczyzn
Bieg na 400 m mężczyzn – jedna z konkurencji rozgrywanych podczas halowych mistrzostw świata w lekkoatletyce w 1997. Eliminacje odbyły się 7 marca, półfinały miały miejsce 8 marca, finał zaś został rozegrany 9 marca.
Do konkursu zgłoszono zostało 40 zawodników z 28 państw.
Zawody w tej konkurencji wygrał reprezentant Nigerii Sunday Bada. Drugą pozycję zajął zawodnik z Wielkiej Brytanii Jamie Baulch, trzecią zaś reprezentujący Japonię Shunji Karube.

## Wyniki

### Eliminacje
Źródło: 
Bieg 1
| Miejsce | Zawodnik           | Państwo         | Wynik |
| ------- | ------------------ | --------------- | ----- |
| 1.      | Jamie Baulch       | Wielka Brytania | 46,52 |
| 2.      | Troy McIntosh      | Bahamy          | 46,59 |
| 3.      | Mathias Rusterholz | Szwajcaria      | 46,65 |
| 4.      | Shigekazu Omori    | Japonia         | 47,13 |
| 5.      | Pablo Escribá      | Hiszpania       | 49,90 |

Bieg 2
| Miejsce | Zawodnik         | Państwo   | Wynik |
| ------- | ---------------- | --------- | ----- |
| 1.      | Sunday Bada      | Nigeria   | 46,58 |
| 2.      | Robert Maćkowiak | Polska    | 46,64 |
| 3.      | Antonio Andrés   | Hiszpania | 47,14 |
| 4.      | Péter Nyilasi    | Węgry     | 48,21 |
| –       | Davis Kamoga     | Uganda    | DNS   |

Bieg 3
| Miejsce | Zawodnik           | Państwo                   | Wynik |
| ------- | ------------------ | ------------------------- | ----- |
| 1.      | Sanderlei Parrela  | Brazylia                  | 46,84 |
| 2.      | Marco Vaccari      | Włochy                    | 47,56 |
| 3.      | Walentyn Kulbackyj | Ukraina                   | 47,76 |
| 4.      | Erasto Sampson     | Saint Vincent i Grenadyny | 48,26 |
| 5.      | Seck Ma N'diaye    | Mauretania                | 51,70 |
| –       | Michael McDonald   | Jamajka                   | DNS   |

Bieg 4
| Miejsce | Zawodnik           | Państwo           | Wynik |
| ------- | ------------------ | ----------------- | ----- |
| 1.      | Derek Mills        | Stany Zjednoczone | 47,10 |
| 2.      | Linval Laird       | Jamajka           | 47,18 |
| 3.      | Slobodan Branković | Jugosławia        | 47,42 |
| 4.      | Wadim Zadojnow     | Mołdawia          | 48,18 |
| –       | Mehdi Reza Molaei  | Iran              | DNS   |
| –       | Clement Chukwu     | Nigeria           | DNS   |

Bieg 5
| Miejsce | Zawodnik              | Państwo           | Wynik |
| ------- | --------------------- | ----------------- | ----- |
| 1.      | Rusłan Maszczenko     | Rosja             | 46,90 |
| 2.      | Kjell Provost         | Belgia            | 46,94 |
| 3.      | Shunji Karube         | Japonia           | 47,08 |
| 4.      | Ibrahim Ismail Muftah | Katar             | 47,32 |
| 5.      | Carlos Toledo         | Salwador          | 49,23 |
| –       | Neil de Silva         | Trynidad i Tobago | DNS   |

Bieg 6
| Miejsce | Zawodnik           | Państwo           | Wynik |
| ------- | ------------------ | ----------------- | ----- |
| 1.      | Alejandro Cárdenas | Meksyk            | 47,57 |
| 2.      | Dusán Kovács       | Węgry             | 47,81 |
| 3.      | Valdinei da Silva  | Brazylia          | 48,19 |
| 4.      | Emmanuel Rubayiza  | Rwanda            | 50,25 |
| –       | Gregory Haughton   | Jamajka           | DNS   |
| –       | Kenmore Hughes     | Antigua i Barbuda | DNS   |

Bieg 7
| Miejsce | Zawodnik             | Państwo           | Wynik |
| ------- | -------------------- | ----------------- | ----- |
| 1.      | Mark Hylton          | Wielka Brytania   | 47,58 |
| 2.      | Deon Minor           | Stany Zjednoczone | 47,61 |
| 3.      | Siniša Peša          | Jugosławia        | 47,64 |
| 4.      | Pierre-Marie Hilaire | Francja           | 47,68 |
| 5.      | Kevin Widmer         | Szwajcaria        | 47,81 |
| 6.      | Mike Ezra            | Uganda            | 53,74 |

### Półfinały
Źródło: 
Bieg 1
| Miejsce | Zawodnik           | Państwo           | Wynik |
| ------- | ------------------ | ----------------- | ----- |
| 1.      | Jamie Baulch       | Wielka Brytania   | 46,02 |
| 2.      | Troy McIntosh      | Bahamy            | 46,20 |
| 3.      | Alejandro Cárdenas | Meksyk            | 46,50 |
| 4.      | Deon Minor         | Stany Zjednoczone | 46,68 |
| 5.      | Marco Vaccari      | Włochy            | 47,54 |
| 6.      | Antonio Andrés     | Hiszpania         | 47,71 |

Bieg 2
| Miejsce | Zawodnik        | Państwo           | Wynik |
| ------- | --------------- | ----------------- | ----- |
| 1.      | Sunday Bada     | Nigeria           | 46,06 |
| 2.      | Derek Mills     | Stany Zjednoczone | 46,14 |
| 3.      | Mark Hylton     | Wielka Brytania   | 46,19 |
| 4.      | Linval Laird    | Jamajka           | 47,01 |
| 5.      | Dusán Kovács    | Węgry             | 47,23 |
| 6.      | Shigekazu Omori | Japonia           | 47,34 |

Bieg 3
| Miejsce | Zawodnik           | Państwo    | Wynik |
| ------- | ------------------ | ---------- | ----- |
| 1.      | Shunji Karube      | Japonia    | 46,16 |
| 2.      | Robert Maćkowiak   | Polska     | 46,22 |
| 3.      | Sanderlei Parrela  | Brazylia   | 46,33 |
| 4.      | Rusłan Maszczenko  | Rosja      | 46,42 |
| 5.      | Mathias Rusterholz | Szwajcaria | 47,16 |
| 6.      | Kjell Provost      | Belgia     | 48,30 |

### Finał
Źródło: 
| Miejsce | Zawodnik         | Państwo           | Wynik |
| ------- | ---------------- | ----------------- | ----- |
| 01 !    | Sunday Bada      | Nigeria           | 45,51 |
| 02 !    | Jamie Baulch     | Wielka Brytania   | 45,62 |
| 03 !    | Shunji Karube    | Japonia           | 45,76 |
| 4.      | Robert Maćkowiak | Polska            | 45,94 |
| 5.      | Derek Mills      | Stany Zjednoczone | 46,30 |
| –       | Troy McIntosh    | Bahamy            | DNF   |